# Río Trujala
El río Trujala es un río del sur de la península ibérica perteneciente a la cuenca hidrográfica del Guadalquivir, que discurre por el noroeste de la provincia de Jaén (España). 

## Curso
El Trujala nace en la aldea de los Arroyos, al pie del monte Navalperal, en el término municipal de Orcera. Realiza un recorrido de unos 16 km que transcurren íntegramente por la sierra de Segura y en su mayor parte dentro de los límites del parque natural de la Sierra de Cazorla, Segura y Las Villas. Desemboca en el río Guadalimar, en el paraje del Cortijo Venta del Tuerto. 
Sus principales afluentes son el río Orcera por la margen derecha y el río Hornos por la izquierda. 
Aunque de escasa entidad, el Trujala tiene un caudal permanente, que en época de lluvias, puede tener un carácter torrencial.

## Patrimonio
En el curso de una prospecciones en el valle del río Trujala efectuadas en 2005 se localizó una gran estructura que se ha identificado como una presa de origen andalusí.